# Ariodante
Az Ariodante Georg Friedrich Händel 1734-ben írt, háromfelvonásos, olasz nyelvű opera seriája. A darabot 1735-ben mutatták be a londoni Covent Gardenben.

## A mű keletkezése
1734. július 6-án, az operaszezon végén, Händel színházát, a King’s Theatre-t a rivális, Frederick walesi herceg által támogatott Opera of the Nobility vette át, mert Händelék szerződése lejárt. A Händel-féle társulat – őket a király és a királyné támogatta – a Covent Gardenbe, John Rich új színházába költözött. A két társulat között rendkívül komoly küzdelem vette kezdetét: azok leszerződtették a világhírű kasztráltat, Farinellit, Händel pedig – a megsértődött Senesino helyett – megszerezte magának a nem kevésbé híres, jó megjelenésű és intelligens Giovanni Carestinit, a szintén olasz mezzoszoprán kasztrált énekest, emellett leszerződtette Madame Sallé francia balett-társulatát is. Händel az új társulat első előadásául az Ariodantét szánta. Az opera szövegkönyvét ismeretlen szerző írta Antonio Salvi Ginerva principessa di Scozia című, 1708-ban született műve nyomán, és felhasználta Ludovico Ariosto Orlando Furiosóját (1516) is. Händel az Ariodante zenéjét – legalábbis a maga szokásos gyors tempójához képest – viszonylag lassan, 1734. augusztus 12. és október 24. között írta meg.

## Szereplők
| Szereplő                     | Hangfekvés   |
| ---------------------------- | ------------ |
| Skócia királya               | basszus      |
| Ariodante, vazallus herceg   | mezzoszoprán |
| Ginevra, skót királylány     | szoprán      |
| Dalinda, Ginevra udvarhölgye | szoprán      |
| Polinesso, Albany hercege    | kontraalt    |
| Lurcanio, Ariodante bátyja   | tenor        |
| Odoardo, a király kegyeltje  | tenor        |

- Helyszín: Edinburgh és környéke.
- Időpont: a 8. század utolsó harmada.

## Cselekmény

### Első felvonás
Ginevra, a skót királylány szerelmes Ariodante lovagba, de a lányt Polinesso, Albany hercege is szereti. Polinesso elhatározza, hogy a királylány megszerzése érdekében cselt vet be. Ginevra és Ariodante azonban kölcsönösen szerelmet vallanak egymásnak, és ezt követően a király Ariodantének ígéri lányát és királyságát. Polinesso ekkor csalárd módon kihasználja azt, hogy Dalinda, Ginevra udvarhölgye szerelmet érez iránta. Azt hazudja a lánynak, hogy őt tulajdonképpen nem is érdekli Ginevra, és ha Dalinda úgy öltözik és viselkedik, mint Ginevra, valamint beengedi a királylány szobájába, akkor már csakis Dalindát fogja szeretni. A szerelmes lány nem veszi észre a hazugságot és a cselt, mindent megígér, majd visszautasítja a szerelmét kérő Lurcaniót, Ariodante fivérét. Az udvar készül az esküvőre, a látványos színjátékot a balettkar mutatja be.

### Második felvonás
Polinesso, aki arra készül, hogy Dalinda segítségével belopódzik Ginevra szobájába, arról énekel, hogy Ginevra egy csapodár nő, és emiatt gúnyolja Ariodantét. Ariodante öngyilkosságot akar elkövetni, mert elhiszi hogy Polinesso az ő jegyesével fog találkozni, annak beleegyezésével. Az öngyilkosságot Lurcanio akadályozza meg, és azt javasolja, hogy amennyiben tényleg ez a helyzet, inkább álljon bosszút. Dalinda találkozik Polinessóval, és elmondja, mennyire szerelmes belé, a cselszövő azonban csak terve sikerével tud foglalkozni. Összeül az udvari tanács, amely a trónutódlás kérdésével kíván foglalkozni, ám a király hírt kap, hogy Ariodante öngyilkos lett, vízbe ölte magát. Ginevra elájul, majd amikor magához tér, Lurcanio, Ariodante testvére a szemére veti, hogy mindezért ő a felelős. A lánya feltételezett tettén felbőszült király kitagadja Ginevrát, mire az teljesen összeomlik. A záró balettjelenetben az ő lázálma elevenedik meg.

### Harmadik felvonás
Polinesso, hogy álnokságára ne derüljön fény, bérgyilkosokkal meg akarja öletni Dalindát. A hírek ellenére mégis életben lévő Ariodante azonban időben érkezik és megmenti a lányt. Dalinda elmeséli Ariodanténak Polinesso ármánykodását, majd elindulnak a királyi udvarba. Közben azonban Polinesso Lurcaniót párbajra hívja, mert „meg akarja védeni” Ginevra becsületét, de a viadalban Ariodante fivére győzedelmeskedik. A küzdelem alatt megjelenik egy ismeretlen, sisakrostéllyal fedett arcú lovag, aki szintén Ginevra védelmére érkezett. A lovagról kiderül, hogy Ariodante, a haldokló Polinesso pedig bevallja bűnét. Lurcano ezután megkapja Dalinda kezét, és Ginevra is elnyeri boldogságát Ariodante oldalán. A harmadik felvonás boldog balettel és a kórus énekével zárul.

## A mű színpadra állítása

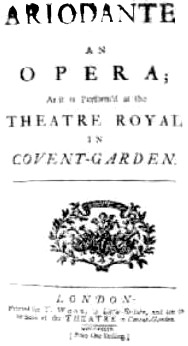
Az Ariodante 1735-ös kiadásának címlapja

Az Ariodantét 1735. január 8-án mutatták be a londoni Covent Gardenben. Händel ezzel nyitotta az új színházban az új évadot, és nagy reményeket fűzött a bemutatóhoz. A bemutatón részt vett a király és a királyné is. Reményeiben azonban csalatkoznia kellett, az opera mindössze 11 előadást ért meg. Ezt követően gyakorlatilag elfelejtődött, amiben nem kis része volt az áprilisban bemutatott új Händel-operának, az Alcinának is. Pedig az előadás feltehetően jól sikerült, Ariodante szerepében Giovanni Carestini („Il Cusanino”) kasztrált énekes remekelt. Charles Burney zenetörténész azt írta róla, hogy „különleges képessége volt arra, hogy a bonyolult díszítéseket tökéletesen artikuláltan és a legcsodálatraméltóbb módon, mellhangon énekelje”. Máshol: „A hangja először erőteljes és tiszta szoprán volt, ami később átváltozott azzá a legteljesebb, legjobb, és legmélyebb kontratenorrá, amit valaha hallottam…”. Ginevrát a népszerű és Händel művészetéhez hű szoprán, Anna Maria Strada alakította, aki 1729 és 1737 között Händel szinte minden operájában szerepelt. Dalindát az egyik legnagyobb angol szoprán, Cecilia Young énekelte, és a többi énekes is jól teljesített, a balettkar pedig látványos táncokkal zárta a felvonásokat.
Az opera mintegy kétszáz évre feledésbe merült (mint majd’ minden Händel-opera). A 20. század eleji Händel-reneszánsz során került elő ismét, 1922. szeptember 28-án Carl Leonhardt mutatta be Stuttgartban, német nyelven. Azóta egyre gyakrabban játsszák a világ operaházai, és Händel egyik legjobb operájának tartják, néhány áriáját pedig a legkiválóbb énekesek tartják repertoárjukon.

## A zenéről
Händel mindig ellenállt az öncélú zenei díszítéseknek, amikor ilyen megoldást alkalmazott, annak mindig gondosan kitervelt oka volt. Ilyen megoldásokat találunk az Ariodantében, például Ariodante Con fali di costanza kezdetű áriája az első felvonásból, amiben a főhős örömét zeneileg egy erősen díszített írásmóddal jelezte. Ilyen túldíszítettség figyelhető meg a harmadik felvonásbeli Dopo notte, atra e funesta áriában is. Az igazi mélységeket ugyanakkor Ariodante (aki az operában bőségesen el van látva áriákkal) második felvonásbeli, Scherza infida, in grembo al drudo (az opera talán legismertebb része) áriájában érjük el, amelyben a főhős elkeseredettségét, kétségbeesését ábrázolja. Ugyancsak ilyen mélységek felé visz a tehetetlenségében, fájdalmában összeomló, gyötrődő Ginevra Il mio crudel martoro kezdetű áriája, a második felvonás végén. Az első felvonásbeli esküvői készülődést megzavaró váratlan villámcsapások szinte modern hatást kölcsönöznek az operának.

## Az opera áriái és más számai
- Nyitány

| Első felvonás - Vezzi, lusinghe, e brio (arioso, Ginevra) - Orrida a gl’occhi miei (ária, Ginevra) - Apri le luci, e mira gli ascosi (ária, Dalinda) - Coperta la frode di launa servile (ária, Polinesso) - Qui d’amor nel suo linguaggio (arioso, Ariodante) - Prendi da questa mano il pegno (duett, Ginevra, Ariodante) - Volate, amuri, di due bei cori (ária, Ginevra) - Voli colla sua tromba la fame (ária, skót király) - Con fali di costanza alza il suo volo (ária, Ariodante) - Spero per voi, sì, begli occhi, in questo dì (ária, Polinesso) - Del mio sol vezzosi rai (ária, Lurcanio) - Il primo ardor è cosi caro (ária, Dalinda) - Sinfonia - Se rinasce nel mio cor (duett, Ginevra, Ariodante) - Si godete al vostro amor (kórus) - Balett | Második felvonás - Tu prepartari a morire, se mantire (ária, Ariodante) - Tu vivi, e punito rimanga l’eccesso (ária, Lurcanio) - Scherza infida, in grembo al drudo (ária, Ariodante) - Se tanto piace al cor il volto tuo, Signor (arioso, Ariodante) - Si l’inganno sortisce felice, io detesto (ária, Polinesso) - Invida sorte avara misero in questo dì (ária, skót király) - Più contento e più felice regno al mondo (ária, skót király) - Mi palpita il core nè intendo perchè (ária, Ginevra) - Il tuo sangue, ed il tuo zelo, per la figlia (ária, Lurcanio) - A me impudica? (recitativo, Ginevra) - Il mio crudel martoro crescer non può di più (ária, Ginevra) - Balett | Harmadik felvonás - Numi! lasciarmi vivere per darmi mille morti! (arioso, Ariodante) - Cieca notte, infidi sguerdi, spoglie infauste (ária, Ariodante) - Neghittosi or voi che fate (ária, Dalinda) - Dover, giustizia, amor m’accendono nel cor (ária, Polinesso) - Io ti bacio, o mano augusta (ária, Ginevra) - Al sen ti stringo e porto, ma forma (ária, skót király) - Sì, morrò; ma l’onor mio meco, oh Dio! (ária, Ginevra) - Sinfonia - Dopo notte, atra e funesta, splende in Ciel (ária, Ariodante) - Spera, spera io già mi pento; Dite spera, s son contento (duett, Dalinda, Lurcanio) - Manca, oh Dei! la mia costanza (arioso, Ginevra) - Sinfonia - Bramo haver mille cori, per consacrarli a te; Bramo haver mille vite, per consacrarle a te (duett, Ginevra, Ariodante) - Ogn’ uno acclami bella virtute (kórus) - Balett - Sa trifonar ogn’ or virtute in ogni cor (kórus) |

## Hangfelvételek
- Ariodante – Lorraine Hunt, Ginevra – Juliana Gondek, Dalinda – Lisa Saffer, Polinesso – Jennifer Lane, Lurcanio – Rufus Müller, Király – Nicolas Cavallier, Odoardo – Jörn Lindemann. Közreműködik: Freiburger Barockorchester, Wilhelmshavener Vokalsensemble, vezényel: Nicholas McGegan. A felvétel ideje: 1995. Kiadó: Harmonia Mundi HMU 907146-8, 3 CD.
- Ariodante – Anne Sofie von Otter, Ginevra – Lynne Dawson, Dalinda – Veronica Cangemi, Polinesso – Ewa Podleś, Lurcanio – Richard Croft, Király – Denis Sedov, Odoardo – Luc Coadou. Közreműködik: Les Musiciens du Louvre, Le Choeur des Musiciens du Louvre, vezényel: Marc Minkowski. A felvétel ideje: 1997. Kiadó: Archiv 457 271-2, 3 CD.
- Ariodante – Ann Hallenberg, Ginevra – Laura Cherici, Dalinda – Marta Vandoni Iorio, Polinesso – Mary-Ellen Nesi,Lurcanio – Zachary Stains, Király – Carlo Lepore, Odoardo – Vittorio Prato. Közreműködik: Il Complesso Barocco, vezényel: Alan Curtis. A felvétel ideje: 2007. Kiadó: Dynamic 33559, DVD.